# Luke Roberts (actor)
Luke Roberts (1977) es un actor inglés. Es más conocido por haber interpretado a Joseph Byrne en la serie Holby City, al gobernador Woodes Rogers durante la tercera y cuarta temporada de la serie Black Sails y a James Sunderland en el videojuego Silent Hill 2 Remake.

## Biografía
Asistió a la escuela Woodbridge School en Suffolk.

## Carrera
El 3 de enero de 2006 se unió al elenco principal de la serie Holby City donde interpretó al doctor Joseph Byrne hasta el 11 de enero de 2011 después de que su personaje obtuviera un trabajo como doctor en Penrith. Previamente había aparecido en la serie en el 2005 donde interpretó a Daniel Fryer durante el episodio "No Pain No Gain".
En el 2008 participó en el programa The Weakest Link. 
En el 2011 obtuvo un pequeño papel en la exitosa película Pirates of the Caribbean: On Stranger Tides protagonizada por Johnny Depp y Penelope Cruz. En la película interpretó al capitán de la Guardia.
En el 2012 apareció como invitado en la serie norteamericana Beauty and the Beast donde interpretó a Connor Sorvino, un paciente de Alex Salter (Bridget Regan) que termina obsesionado con ella y la secuestra.
En el 2013 se unió al elenco recurrente de la serie Reign donde interpreta al diplomático inglés Simon Westbrook, que busca destruir a Mary, Reina de Escocia.
En el 2014 apareció en la nueva serie Taxi Brooklyn donde interpretó a Rhys Richards.
En 2016 se unió al elenco principal de la serie Black Sails, interpretando a Woodes Rogers, el nuevo gobernador real de las Bahamas hasta el final de la serie, en 2017.
También en 2016 apareció como invitado en un episodio de la sexta temporada de la popular y exitosa serie Game of Thrones, donde dio vida a Ser Arthur Dayne "la espada del alba", quien muere durante la lucha contra un grupo de norteños comandados por Eddard Stark y Howland Reed , luego de que fuera apuñalado en el cuello por Reed y decapitado por Stark.

## Filmografía

### Series de televisión
| Año         | Título               | Personaje            | Notas                             |
| ----------- | -------------------- | -------------------- | --------------------------------- |
| 2017 - 2019 | Ransom               | Eric Beaumont        | 39 episodios                      |
| 2016 - 2017 | Black Sails          | Woodes Rogers        | 20 episodios                      |
| 2016        | Game of Thrones      | Ser Arthur Dayne     | episodio "Oathbreaker"            |
| 2015        | Wolf Hall            | Sir Henry Norris     | 5 episodios - miniserie           |
| 2015        | The Dovekeepers      | Jachim Ben Simon     | episodio "Night One" - miniserie  |
| 2014        | Taxi Brooklyn        | Rhys Richards        | 5 episodios                       |
| 2013        | Reign                | Simon Westbrook      | 2 episodios                       |
| 2012 - 2013 | Beauty and the Beast | Connor Sorvino       | 2 episodios                       |
| 2011        | Law & Order: UK      | Tom Hartson          | episodio "Fault Lines"            |
| 2006 - 2011 | Holby City           | Dr. Joseph Byrne     | 217 episodios                     |
| 2008        | Holby Blue           | Dr. Joseph Byrne     | episodio # 2.1                    |
| 2006        | Uncle Max            | Hunk                 | episodio "Uncle Max Goes Bowling" |
| 2004 - 2005 | Mile High            | Capitán Dan Peterson | 17 episodios                      |
| 2001        | Band of Brothers     | Herbert J. Suerth    | episodio "Crossroads"             |
| 2001        | Crossroads           | Ryan Samson          | episodio "Bottled"                |

### Películas
| Año  | Título                                      | Papel                 | Notas                                                                 |
| ---- | ------------------------------------------- | --------------------- | --------------------------------------------------------------------- |
| 2014 | 300: Rise of an Empire                      | Butcher               | junto a Sullivan Stapleton, Eva Green, Rodrigo Santoro y David Wenham |
| 2013 | Dracula: The Dark Prince                    | Drácula               | junto a Jon Voight, Kelly Wenham, Ben Robson y Holly Earl             |
| 2011 | Pirates of the Caribbean: On Stranger Tides | Capitán de la Guardia | junto a Johnny Depp                                                   |
| 2010 | Pull                                        | Luke                  | corto - junto a Erin Krause                                           |
| 2005 | Ambition                                    | Bruce                 | junto a Matthew Rutherford y Alex Childs                              |

### Videojuegos
| Año  | Título                | Personaje         | Notas                           |
| ---- | --------------------- | ----------------- | ------------------------------- |
| 2012 | Risen 2: Dark Waters  | Héroe de Nameless | prestó su voz para el personaje |
| 2023 | Silent Hill 2: Remake | James Sunderland  | Imagen y voz                    |

Compositor y productor:
| Año  | Película        | Notas                           |
| ---- | --------------- | ------------------------------- |
| 2011 | Wrestling Yetis | corto - asistente de producción |
| 2010 | Pull            | corto - compositor              |

### Apariciones
| Año  | Programa         | Notas       |
| ---- | ---------------- | ----------- |
| 2008 | The Weakest Link | concursante |

## Premios y nominaciones
| Año  | Categoría  | Premio          | Serie      | Resultado |
| ---- | ---------- | --------------- | ---------- | --------- |
| 2009 | Best Actor | TV Choice Award | Holby City | Nominado  |
| 2007 | Best Actor | TV Choice Award | Holby City | Nominado  |